# الكان للطيران
الكان للطيران، شركة طيران مصرية خاصة. توفر عمليات النقل الجوي وخدمات الإسعاف الجوي ومبيعات الطائرات ومركز صيانة معتمد لطائرات هوكر من طراز بيتش كرافت. تقع في ميناء القاهرة الجوي، ويوجد فيها تدريب معتمد من قبل كل من شركة رايثيون للطائرات ووزارة الطيران المدني المصري.

## الأسطول
الأسطول الجوي لشركة الكان للطيران يتكون من الطائرات التالية: